# 박경수 (야구 선수)
박경수(朴慶洙, 1984년 3월 31일 ~ )는 전 KBO 리그 kt wiz의 내야수이자 현 KBO 리그 코치이다.

## 아마추어 시절
서울 성남고등학교 시절 투수 노경은과 동기였고, 1년 선배인 고영민과 키스톤 콤비를 이뤘다.

## LG 트윈스시절
2003년 신인 드래프트 때 두산 베어스에서 계약금으로 3억 5,000만원을 제시했으나 협상이 결렬됐고, LG가 4억 3,000만원을 제시해서 그를 1차 지명하였다.
그러나 부상 등으로 인해 주전으로 자리잡지 못했고, 2011년 시즌 후 사회복무요원으로 복무했다.
소집 해제 후 팀이 포스트 시즌에 진출했을 때 그는 부상으로 출전 명단에 들지 못했다.

## kt wiz시절
2014년 시즌 후 FA 자격을 얻어 kt wiz로 이적했다. 1군 첫 시즌인 2015년 시즌 개막 후 2개월 동안 타격감이 매우 저조해 유망주 꼬리표를 떼지도 못하고 맥없이 흘러가는 것 아니냐는 대다수의 언론과 야구 팬들의 예상을 깨고 2015년 6월부터 엄청난 타격 실력을 선보였다. 2015년 6월부터 8월 30일까지 20홈런을 쳐 냈으며, 타율을 3할까지 끌어올렸다. 그는 2015년 시즌에 성적이 향상된 것에 대해 ''LG에서의 수많은 경험과 노력 덕분에 마침내 나만의 타격 폼, 스윙을 찾은 것 같다. 항상 LG 팬 분들께 죄송하고 LG에서의 10년 동안의 시간이 없었더라면 현재의 성적도 나오지 못했을 것이다''고 밝혔다. 또 개막 직후 2개월 간 부진했던 이유에 대해 'LG에서의 타격은 대부분 번트, 희생 플라이, 진루타 등의 작전적인 스윙이 많았다. 그래서 조범현 감독님께서 오직 나만의 스윙, 그리고 타격폼을 찾는 데 많은 시도를 하게 하셨다. 또 잠실에서 대부분 경기를 치렀기 때문에 잘 맞은 타구도 잡히고, 장타도 잘 안 나왔다. 그런 심리적인 요인과 기술적인 부족함 때문에 그동안 부진한 것 같다. 이제 온전히 내 스윙을 찾아서 장타력이 강해진 것 같다'고 발언하였다. 그리고 7월 10일 삼성전에서 2홈런을 쳐 내며 자신의 역대 시즌 최다 홈런 기록인 8홈런을 경신한 10홈런을 기록했다. 이로써 2015년에 데뷔 첫 두 자릿수 홈런을 기록했다.
2015년 8월 28일, KIA전에서 김광수를 상대로 데뷔 첫 20홈런을 기록했다. 2015년 시즌에 타율, 타점, 홈런, 장타율, OPS, 출루율 등 타격 관련 전 부문에서 커리어 하이를 기록했다. 2015년 8월 30일 SK전에서 채병용을 상대로 만루 홈런을 쳐 내며 시즌 1호이자 개인 통산 4번째 만루 홈런을 기록했다. 유독 홈 구장에서 장타력을 더 과시해 '수원 거포'라고 불렸다. 홈 구장이 경수대로에 있어서 홈런을 잘 치는 것이라는 속설도 있고, LG 트윈스에서 이적 후 활약해서 이른바 탈G 효과를 받았다는 얘기도 있다. 2015년 시즌 팀의 주장을 맡았던 신명철이 은퇴를 선언하며 팀의 2대 주장으로 선임됐다.
2016년 9월 4일 LG전에서 끝내기 역전 2점 홈런을 쳐 내며 팀의 역전승을 이끌었고, KBO 최초 2루수로서 4년 연속 두 자릿수 홈런을 기록했다.
2020년 플레이오프 엔트리에 들면서 뒤늦게 포스트 시즌에 데뷔했다. 2021년 한국시리즈에서 팀에 헌신하는 모습을 보여줬고, kt wiz의 창단 첫 통합 우승과 함께 2021년 한국시리즈 MVP를 수상했다.

## 출신 학교
- 서울미성초등학교
- 서울 성남중학교
- 서울 성남고등학교
- 한국방송통신대학교

## 통산 기록
| 연도 | 팀명   | 타율  | 경기 | 타수 | 득점 | 안타 | 2루타 | 3루타 | 홈런 | 루타 | 타점 | 도루 | 도실 | 볼넷 | 사구 | 삼진 | 병살 | 실책 |
| ---- | ------ | ----- | ---- | ---- | ---- | ---- | ----- | ----- | ---- | ---- | ---- | ---- | ---- | ---- | ---- | ---- | ---- | ---- |
| 2003 | LG     | 0.273 | 84   | 172  | 14   | 47   | 10    | 2     | 1    | 64   | 19   | 2    | 2    | 17   | 4    | 38   | 1    | 15   |
| 2004 | LG     | 0.268 | 92   | 328  | 50   | 88   | 15    | 0     | 6    | 121  | 33   | 7    | 6    | 40   | 13   | 72   | 6    | 8    |
| 2005 | LG     | 0.171 | 35   | 105  | 13   | 18   | 2     | 0     | 2    | 26   | 7    | 1    | 0    | 18   | 3    | 32   | 1    | 4    |
| 2006 | LG     | 0.210 | 107  | 329  | 32   | 69   | 6     | 2     | 6    | 97   | 28   | 5    | 2    | 36   | 4    | 72   | 6    | 9    |
| 2007 | LG     | 0.238 | 115  | 248  | 32   | 59   | 8     | 3     | 3    | 82   | 19   | 10   | 3    | 33   | 5    | 42   | 9    | 5    |
| 2008 | LG     | 0.259 | 116  | 367  | 46   | 95   | 11    | 1     | 8    | 132  | 43   | 6    | 5    | 37   | 7    | 65   | 13   | 11   |
| 2009 | LG     | 0.238 | 106  | 269  | 45   | 64   | 12    | 0     | 8    | 100  | 31   | 6    | 4    | 54   | 7    | 55   | 5    | 10   |
| 2010 | LG     | 0.260 | 80   | 231  | 33   | 60   | 21    | 0     | 3    | 90   | 21   | 10   | 2    | 30   | 16   | 52   | 3    | 6    |
| 2011 | LG     | 0.227 | 111  | 317  | 36   | 72   | 11    | 1     | 4    | 97   | 26   | 10   | 8    | 48   | 7    | 66   | 7    | 17   |
| 2014 | LG     | 0.228 | 87   | 162  | 33   | 37   | 6     | 1     | 2    | 51   | 19   | 7    | 1    | 25   | 5    | 33   | 6    | 10   |
| 2015 | KT     | 0.284 | 137  | 440  | 75   | 125  | 30    | 1     | 22   | 223  | 73   | 6    | 4    | 74   | 13   | 115  | 8    | 6    |
| 2016 | KT     | 0.313 | 121  | 402  | 64   | 126  | 22    | 1     | 20   | 210  | 80   | 3    | 1    | 65   | 5    | 80   | 9    | 13   |
| 2017 | KT     | 0.262 | 131  | 442  | 62   | 116  | 27    | 1     | 15   | 190  | 66   | 1    | 2    | 57   | 6    | 118  | 14   | 6    |
| 2018 | KT     | 0.262 | 135  | 458  | 65   | 120  | 21    | 0     | 25   | 216  | 74   | 4    | 1    | 58   | 9    | 129  | 16   | 14   |
| 2019 | KT     | 0.247 | 137  | 421  | 43   | 104  | 24    | 0     | 10   | 158  | 65   | 0    | 1    | 55   | 4    | 102  | 14   | 9    |
| 2020 | KT     | 0.281 | 119  | 324  | 33   | 91   | 17    | 0     | 13   | 147  | 59   | 0    | 1    | 48   | 9    | 96   | 14   | 8    |
| 2021 | KT     | 0.192 | 118  | 239  | 24   | 46   | 10    | 0     | 9    | 83   | 33   | 0    | 1    | 34   | 3    | 76   | 7    | 3    |
| 2022 | KT     | 0.120 | 100  | 166  | 13   | 20   | 3     | 0     | 3    | 32   | 10   | 0    | 0    | 24   | 1    | 70   | 3    | 7    |
| 2023 | KT     | 0.200 | 107  | 185  | 12   | 37   | 13    | 0     | 1    | 53   | 12   | 0    | 0    | 30   | 1    | 46   | 2    | 4    |
| 2024 | KT     | 0.667 | 5    | 3    | 2    | 2    | 1     | 0     | 0    | 3    | 1    | 0    | 0    | 0    | 0    | 1    | 0    | 0    |
| 통산 | 20시즌 | 0.249 | 2043 | 5608 | 727  | 1396 | 270   | 13    | 161  | 2175 | 719  | 78   | 44   | 783  | 122  | 1360 | 144  | 165  |